# Gravenhorstia picta
Gravenhorstia picta là một loài tò vò trong họ Ichneumonidae.